# Die Galoschen des Glücks

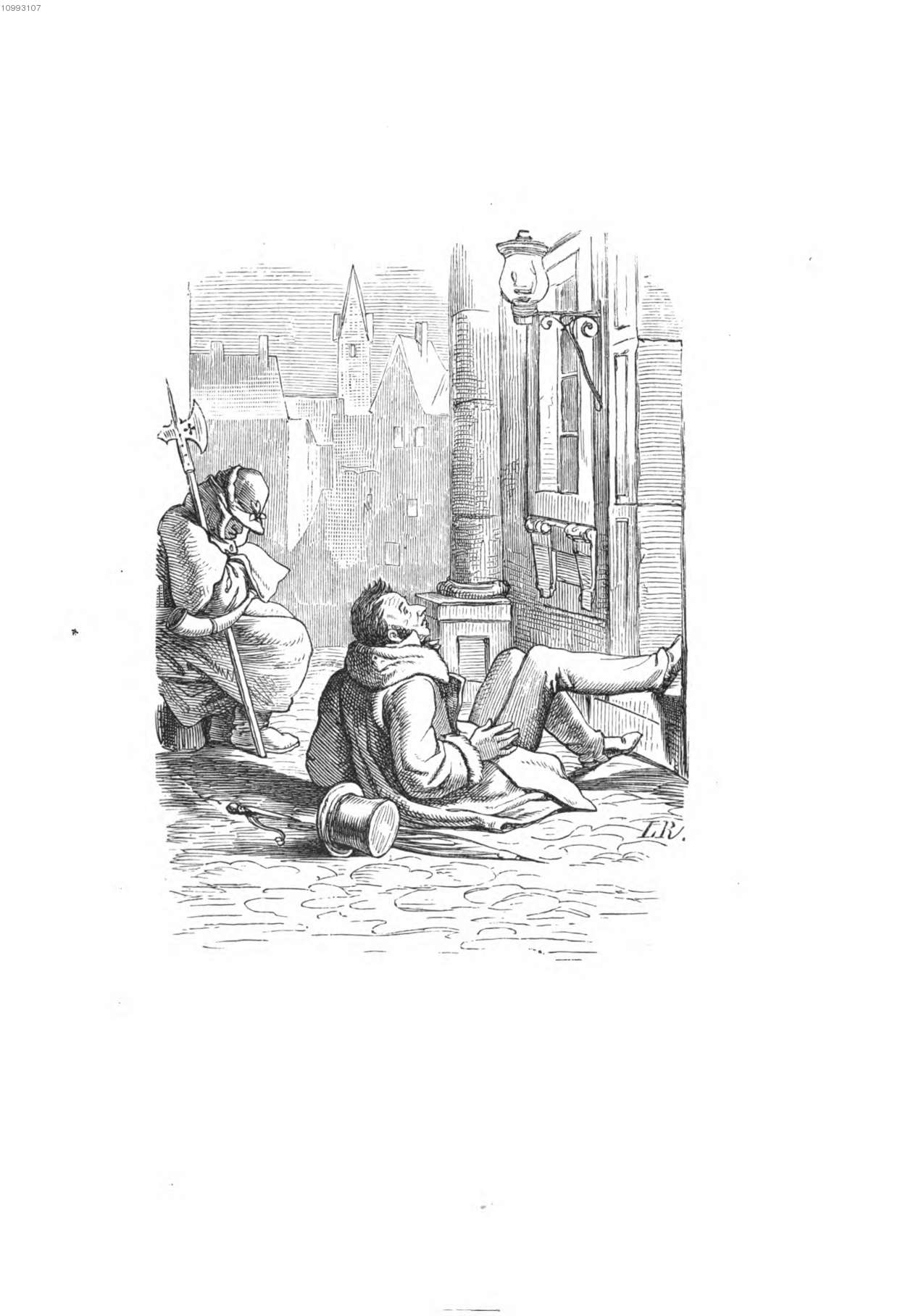
Die Galoschen des Glücks – Illustration von Ludwig Richter

Die Galoschen des Glücks (dänisch Lykkens Kalosker) ist ein Kunstmärchen vom dänischen Schriftsteller Hans Christian Andersen, das am 19. Mai 1838 erstmals veröffentlicht wurde. Es ist in sechs Inhaltsabschnitte unterteilt.

## Inhalt
In einem Vorzimmer einer Kneipe in Kopenhagen befinden sich neben Regenschirmen, Mänteln und Galoschen eine junge und eine alte Frau. Die Glücksfee, die junge Frau, hat Geburtstag und zaubert mit den ihr anvertrauten Galoschen etwas für sie Bedeutendes. Sie prophezeit, dass einem jeden, der die Galoschen trägt, jeder Wunsch, den er ausspricht, sofort erfüllt wird. Die ältere Frau, die Fee der Sorge, sieht das kommende Übel voraus. Als erstes schlüpft der Justizrat in die Galoschen. Nachdem einige Stadtbewohner die Galoschen anhatten, kommt viel Unheil auf. Am Ende ist ein Theologe, der die Galoschen trägt, tot, da er sich eine Reise nach Italien gewünscht hat, bei der er sich in den glücklichsten Ort der Welt wünscht. Die Glücks- und die Sorgenfee stehen da und sind sich uneinig. Während die Glücksfee meint, wenigstens diesen Menschen hätten die Galoschen wirklich Glück gebracht, ist die Sorgenfee ganz anderer Meinung. Sie nimmt dem toten Theologen die Galoschen wieder ab und der Mann steht zu seinem Leidwesen wieder in seinem alten Leben und in seinem alten Trott.

## Verfilmungen
- 1986: Die Galoschen des Glücks, Tschechoslowakei/BR Deutschland, Märchenfilm, Regie: Juraj Herz.
- 2018: Die Galoschen des Glücks, Deutschland, Märchenfilm der 11. Staffel aus der ARD-Reihe Sechs auf einen Streich